# Skorvtjärnen, Dalarna
Skorvtjärnen är en sjö i Älvdalens kommun i Dalarna och ingår i Dalälvens huvudavrinningsområde.